# Andrew Rubin (attore)
Andrew Harold Rubin (New Bedford, 22 giugno 1946 – Los Angeles, 5 ottobre 2015) è stato un attore statunitense noto per il ruolo di George Martín nel film Scuola di polizia (1984).

## Biografia
Rubin nacque il 22 giugno 1946 a New Bedford, nel Massachusetts. Suo padre, Simon, possedeva una fabbrica di mobili e biancheria da letto e sua madre, Leona (nata Greenstone), era un'artista e scrittrice di viaggi internazionali. Si laureò presso l'Accademia americana di arti drammatiche di New York. Sì sposò con Lauren Rubin. Il 5 ottobre 2015, all'età di 69 anni, Rubin morì a causa di un carcinoma del polmone, a Los Angeles in California.

## Filmografia

### Cinema
- Ultimo handicap (Casey's Shadow), regia di Martin Ritt (1978)
- Cacciatori della notte (Sunnyside), regia di Timothy Galfas (1979)
- E io mi gioco la bambina (Little Miss Marker), regia di Walter Bernstein (1980)
- Tell Me That You Love Me, regia di Tzipi Trope (1983)
- Scuola di polizia (Police Academy), regia di Hugh Wilson (1984)
- Fine della linea (End of the Line), regia di Jay Russell (1987)

### Televisione
- Bracken's World – serie TV (1970)
- Ironside – serie TV (1970-1971)
- Cannon – serie TV (1972)
- La strana coppia (The Odd Couple) – serie TV (1972-1973)
- Le strade di San Francisco (The Streets of San Francisco) – serie TV, episodio 2x01 (1973)
- Shazam! – serie TV (1974)
- I Jefferson (The Jeffersons) – serie TV, episodio 1x13 (1975)
- S.W.A.T. – serie TV (1975)
- Petrocelli – serie TV (1976)
- Mary Hartman, Mary Hartman – serie TV (1976)
- The Feather and Father Gang (1976)
- Serpico – serie TV (1976)
- Lou Grant – serie TV (1980)
- Jessica Novak – serie TV (1981)
- Hardcastle & McCormick (Hardcastle and McCormick) – serie TV, episodio 2x03 (1984)
- Hometown – serie TV (1985)
- Joe Bash (1986)
- Destinazione finale: Madrid (Deadline: Madrid), regia di John Patterson – film TV (1988)
- Dalla Terra alla Luna (From the Earth to the Moon) – miniserie TV (1998)